# Hieracium oroglaucum
Hieracium oroglaucum là một loài thực vật có hoa trong họ Cúc. Loài này được O.Behr, E.Behr & Zahn mô tả khoa học đầu tiên.